# Alon Mizrachi
Alon Mizrachi (hebr. ‏אלון מזרחי‎, ang. Alon Mizrahi; ur. 22 listopada 1971 w Tel Awiw) – izraelski piłkarz występujący na pozycji napastnika, reprezentant Izraela w latach 1992–2001, trener piłkarski.
Czterokrotny król strzelców i najlepszy strzelec w historii Ligat ha’Al (206 bramek), najskuteczniejszy piłkarz izraelski w europejskich rozgrywkach klubowych (15 goli). Członek Galerii Sław Izraelskiej Piłki Nożnej. Szacuje się, iż w ogółem w karierze zdobył on 339 goli. Nosił przydomek boiskowy Aeron (pol. Samolot), gdyż celebrując zdobycie bramki biegł po boisku z rozłożonymi ramionami, naśladując w ten sposób brazylijskiego napastnika Carecę.

## Kariera klubowa
Grę w piłkę nożną rozpoczął w wieku 13 lat w szkółce klubu Bene Jehuda Tel Awiw. Na początku 1989 roku decyzją trenera Gijjory Spiegla włączono go po raz pierwszy do składu zespołu seniorów. 11 lutego 1989 zadebiutował w izraelskiej ekstraklasie w zremisowanym 0:0 meczu z Hapoelem Tel Awiw. W sezonie 1989/90, w którym rozegrał 3 spotkania, zdobył mistrzostwo kraju. W sezonie 1990/91 grał na wypożyczeniu w Hapoelu Tel Awiw, gdzie zanotował 4 gole w 18 meczach. Po powrocie do Bene Jehuda rozpoczął regularne występy i stworzył formację ataku wraz z Mykołą Kudryckim i Chajjimem Rewiwo, uznawaną za najlepszą w historii klubu. W sezonach 1991/92 i 1992/93 zdobył tytuł króla strzelców ligi izraelskiej oraz wywalczył Puchar Ligi 1991/92.
Latem 1993 roku za sprawą Gijjory Spiegla przeniósł się do Maccabi Hajfa. W sezonie 1993/94 wywalczył z tym klubem mistrzostwo kraju, nie ponosząc w trakcie rozgrywek ani jednej porażki, a także strzelił co najmniej jedną bramkę każdemu z 13 ligowych przeciwników, co było pierwszym tego typu przypadkiem w historii. Ponadto osiągnął zwycięstwo w Pucharze Ligi oraz zdobył tytuły króla strzelców Liga Leumit i Pucharu Zdobywców Pucharów 1993/94. 27 listopada 1993 w meczu przeciwko Maccabi Tel Awiw (1:1) otrzymał czerwoną kartkę w 1. minucie spotkania, co jest rekordem ligi izraelskiej.
Z powodu konfliktu ze sztabem szkoleniowym i kolegami z zespołu latem 1994 roku odszedł do Maccabi Tel Awiw, gdzie zaliczył 10 spotkań i strzelił 1 gola. Pod koniec tego samego roku powrócił do Maccabi Hajfa, jednak ze względów proceduralnych nie mógł zostać zgłoszony do rozgrywek. Z tego względu został wypożyczony na pół roku do Maccabi Ironi Aszdod, gdzie zdobył 9 bramek w 14 występach, co jednak nie uchroniło jego drużyny przed degradacją. W czerwcu 1995 roku Mizrachi powrócił do Maccabi Hajfa. Z powodu braku możliwości regularnej gry w podstawowym składzie po jednej rundzie został wypożyczony na półtora roku do macierzystego Bene Jehuda Tel Awiw, dla którego zdobył 31 ligowych goli i zwyciężył w Pucharze Ligi 1996/97. Grając w barwach Maccabi Hajfa w sezonie 1997/98 po raz czwarty w karierze został najskuteczniejszym strzelcem izraelskiej ekstraklasy a także wywalczył krajowy puchar. Od 1998 roku pełnił funkcję kapitana drużyny. W Pucharze Zdobywców Pucharów 1998/99 dotarł ze swoim zespołem do ćwierćfinału, a on sam z 7 bramkami został najskuteczniejszym zawodnikiem rozgrywek.
W styczniu 1999 roku odszedł do francuskiego klubu OGC Nice (Ligue 2), gdzie zanotował 4 gole w 18 występach. W październiku tego samego roku podpisał umowę z Beitarem Jerozolima. W połowie 2000 roku popadł w konflikt z trenerem Eli Guttmanem, w konsekwencji czego został zawieszony na miesiąc. W spór zaangażował się również reprezentujący zawodników kapitan zespołu Josi Abukasis, w konsekwencji czego w styczniu 2001 roku ogłoszono zakończenie współpracy z Mizrachim. W wyniku przeprowadzonych mediacji i wsparcia ze strony selekcjonera Richarda Møllera Nielsena ostatecznie przywrócono go do drużyny.
Po zakończeniu sezonu 2000/01 rozwiązał polubownie swój kontrakt i został graczem drugoligowego Hapoelu Kefar Sawa. Rok później awansował z tym klubem do Ligat ha’Al, z której spadł w kolejnym sezonie, po czym przeniósł się na okres 3 miesięcy do Maccabi Ahi Nazaret. Jesienią 2003 roku związał się kontraktem z Hapoelem Beer Szewa. 10 kwietnia 2004 w meczu z Bene Sachnin (1:0) zdobył 197 ligową bramkę, co oznaczało wyprzedzenie przezeń Odeda Machnesa w klasyfikacji najlepszych strzelców Ligat ha’Al. W połowie 2004 roku wypożyczono go na okres jednej rundy do Bene Jehuda Tel Awiw. Po sezonie 2004/05 wraz z Hapoelem Beer Szewa spadł z izraelskiej ekstraklasy i w konsekwencji opuścił zespół. Z powodu niemożności znalezienia zatrudnienia w zawodowym klubie, podpisał umowę z czwartoligowym Maccabi Amiszaw Petach Tikwa, gdzie po uzyskaniu awansu do Liga Alef w sezonie 2005/06 zakończył karierę zawodniczą.

## Kariera reprezentacyjna
W 1990 roku zaliczył jeden mecz w reprezentacji Izraela U-18 przeciwko Portugalii (1:3), w którym zdobył gola. W latach 1992–1993 występował w kadrze U-21, dla której rozegrał 13 spotkań i zdobył 15 bramek.
2 grudnia 1992 zadebiutował w seniorskiej reprezentacji Izraela prowadzonej przez Szelomo Szarfa w spotkaniu z Bułgarią (0:2) w eliminacjach Mistrzostw Świata 1994. 24 marca 1993 zdobył dwie pierwsze bramki w drużynie narodowej w towarzyskim meczu przeciwko Rosji (2:2). W eliminacjach Mistrzostw Europy 2000 strzelił on 5 goli i wywalczył z Izraelem prawo udziału w barażach, w których ostatecznie nie wystąpił. Ogółem w latach 1992–2001 Mizrachi rozegrał w reprezentacji 37 spotkań w których zdobył 17 bramek.

### Bramki w reprezentacji
| LP  | Data                 | Miejsce                               | Przeciwnik    | Bramka | Rezultat | Ranga meczu                       |
| --- | -------------------- | ------------------------------------- | ------------- | ------ | -------- | --------------------------------- |
| 1.  | 24 marca 1993        | Kiryat Eliezer Stadium, Hajfa         | Rosja         | 1:2    | 2:2      | mecz towarzyski                   |
| 2.  | 24 marca 1993        | Kiryat Eliezer Stadium, Hajfa         | Rosja         | 2:2    | 2:2      | mecz towarzyski                   |
| 3.  | 5 sierpnia 1997      | Stadion Dynama Mińsk, Mińsk           | Białoruś      | 3:1    | 3:2      | mecz towarzyski                   |
| 4.  | 18 lutego 1998       | Stadion Ramat Gan, Ramat Gan          | Turcja        | 3:0    | 4:0      | mecz towarzyski                   |
| 5.  | 18 lutego 1998       | Stadion Ramat Gan, Ramat Gan          | Turcja        | 4:0    | 4:0      | mecz towarzyski                   |
| 6.  | 18 marca 1998        | Stadion Ghencea, Bukareszt            | Rumunia       | 1:0    | 1:0      | mecz towarzyski                   |
| 7.  | 17 maja 1998         | Stadion Daugava, Ryga                 | Łotwa         | 5:0    | 5:1      | mecz towarzyski                   |
| 8.  | 10 października 1998 | Stadion Olimpijski, Serravalle        | San Marino    | 3:0    | 5:0      | Eliminacje Mistrzostw Europy 2000 |
| 9.  | 10 stycznia 1999     | Stadion Ramat Gan, Ramat Gan          | Estonia       | 5:0    | 7:0      | mecz towarzyski                   |
| 10. | 28 marca 1999        | Stadion Ramat Gan, Ramat Gan          | Cypr          | 2:0    | 3:0      | Eliminacje Mistrzostw Europy 2000 |
| 11. | 28 marca 1999        | Stadion Ramat Gan, Ramat Gan          | Cypr          | 3:0    | 3:0      | Eliminacje Mistrzostw Europy 2000 |
| 12. | 6 czerwca 1999       | Stadion Ramat Gan, Ramat Gan          | Austria       | 4:0    | 5:0      | Eliminacje Mistrzostw Europy 2000 |
| 13. | 8 września 1999      | Stadion Ramat Gan, Ramat Gan          | San Marino    | 2:0    | 8:0      | Eliminacje Mistrzostw Europy 2000 |
| 14. | 3 września 2000      | Stadion Ramat Gan, Ramat Gan          | Liechtenstein | 1:0    | 2:0      | Eliminacje Mistrzostw Świata 2002 |
| 15. | 17 stycznia 2001     | Stadion Miejski, Bet Sze’an           | Uzbekistan    | 2:0    | 2:0      | mecz towarzyski                   |
| 16. | 24 kwietnia 2001     | Stadion im. Borisa Paiczadze, Tbilisi | Gruzja        | 1:1    | 2:3      | mecz towarzyski                   |
| 17. | 24 kwietnia 2001     | Stadion im. Borisa Paiczadze, Tbilisi | Gruzja        | 2:2    | 2:3      | mecz towarzyski                   |

## Kariera trenerska
W sezonie 2008/09 objął trzecioligowy klub Hapoel Mahane Jehuda, który opuścił w marcu 2009 roku z powodu niezadowalających wyników i konfliktu z zarządem. Następnie pracował przez krótki okres jako dyrektor generalny swego byłego klubu Hapoelu Kefar Sawa (Liga Leumit). W styczniu 2013 roku objął Hapoel Petach Tikwa, który opuścił po niespełna kwartale po tym, jak klub stracił możliwość awansu do Ligat ha’Al.

## Beach soccer
W latach 2007–2010 Mizrachi występował w Israeli Beach Soccer League, której był współzałożycielem. Jest zdobywcą pierwszej bramki w historii reprezentacji Izraela, którą strzelił 1 czerwca 2007 w towarzyskim meczu przeciwko Anglii (6:5) w Netanji.

## Kariera medialna
W latach 2006–2007 prowadził autorski talk-show pod nazwą Na pokładzie samolotu (hebr. ‏בסלון עם האווירון‎) na kanale Ego. W latach 2006–2008 występował w telenoweli Mistrz (hebr. ‏האלופה‎) grając rolę trenera drużyny piłkarskiej. Jako aktor epizodyczny wcielił się w serialu Danny Hollywood (hebr. ‏דני הוליווד‎) w postać anonimowego dawcy nerki. Pracował jako komentator piłkarski kanału Sport 5 oraz felietonista portalu sportowego ONE. W listopadzie 2018 roku wystąpił w reklamie telewizyjnej firmy telekomunikacyjnej Bezeq.

## Życie prywatne
Urodził się w 1971 roku w rodzinie mizrachijskich Żydów. Jego ojciec był pochodzenia irackiego, natomiast matka marokańskiego. Miał starszą siostrę i dwoje młodszych braci, z których jeden z nich Gideon w 2009 roku zginął w wypadku samochodowym. Dzieciństwo spędził w Tel Awiwie, Jokne’am oraz w Południowej Afryce. Żonaty z Vered (ur. 1976), z którą ma trójkę dzieci: dwie córki oraz syna. Jego ojciec Amos również był piłkarzem, który ma na koncie zdobycie Pucharu Izraela w 1968 roku z Bene Jehuda Tel Awiw.
W 2001 roku w książce Wyrwane z kontekstu (hebr. ‏הוצא מהקשרו‎) wydano zbiór jego lapsusów językowych i zabawnych wypowiedzi. We wrześniu 2008 roku wstąpił do partii politycznej Tzedek Chewrami, z ramienia której kandydował do Rady Miasta Tel Awiw. W kwietniu 2013 roku z powodu posiadania długów na kwotę 1,1 mln szekli złożył w sądzie wniosek o ogłoszenie upadłości konsumenckiej. W 2016 roku zaangażował się w działalność polityczno-społeczną mającą na celu promowanie pokojowej egzystencji Żydów i Arabów w Izraelu.

## Sukcesy

### Zespołowe
Bene Jehuda Tel Awiw
- mistrzostwo Izraela: 1989/90
- Puchar Ligi: 1991/92, 1996/97

Maccabi Hajfa
- mistrzostwo Izraela: 1993/94
- Puchar Izraela: 1997/98
- Puchar Ligi: 1993/94

### Indywidualne
- król strzelców Ligat ha’Al: 19991/92 (20 goli), 1992/93 (26 goli), 1993/94 (28 goli), 1997/98 (18 goli)
- król strzelców Pucharu Zdobywców Pucharów: 1993/94 (5 goli), 1998/99 (7 goli)